# Schützenmatte

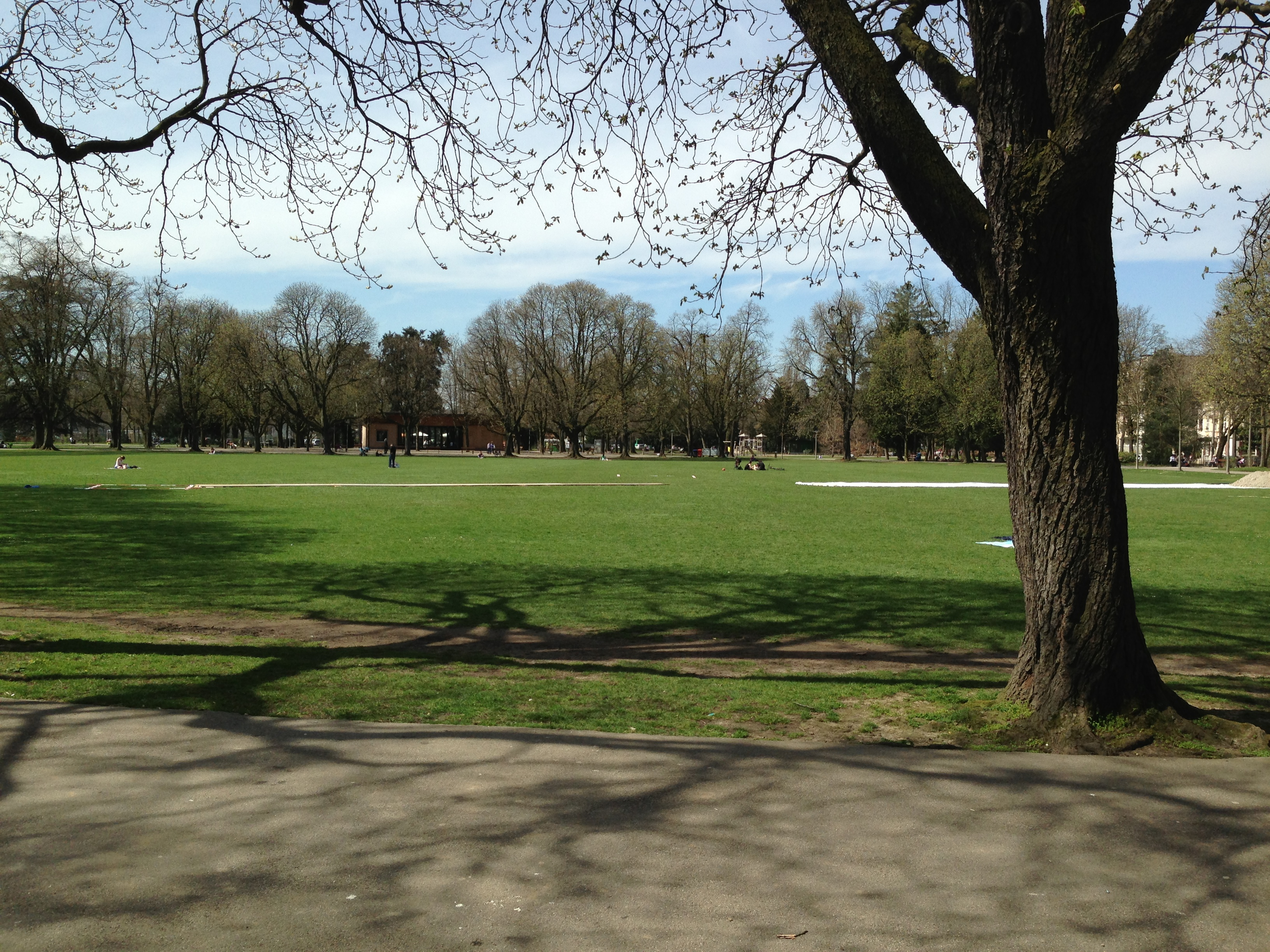
Schützenmattpark

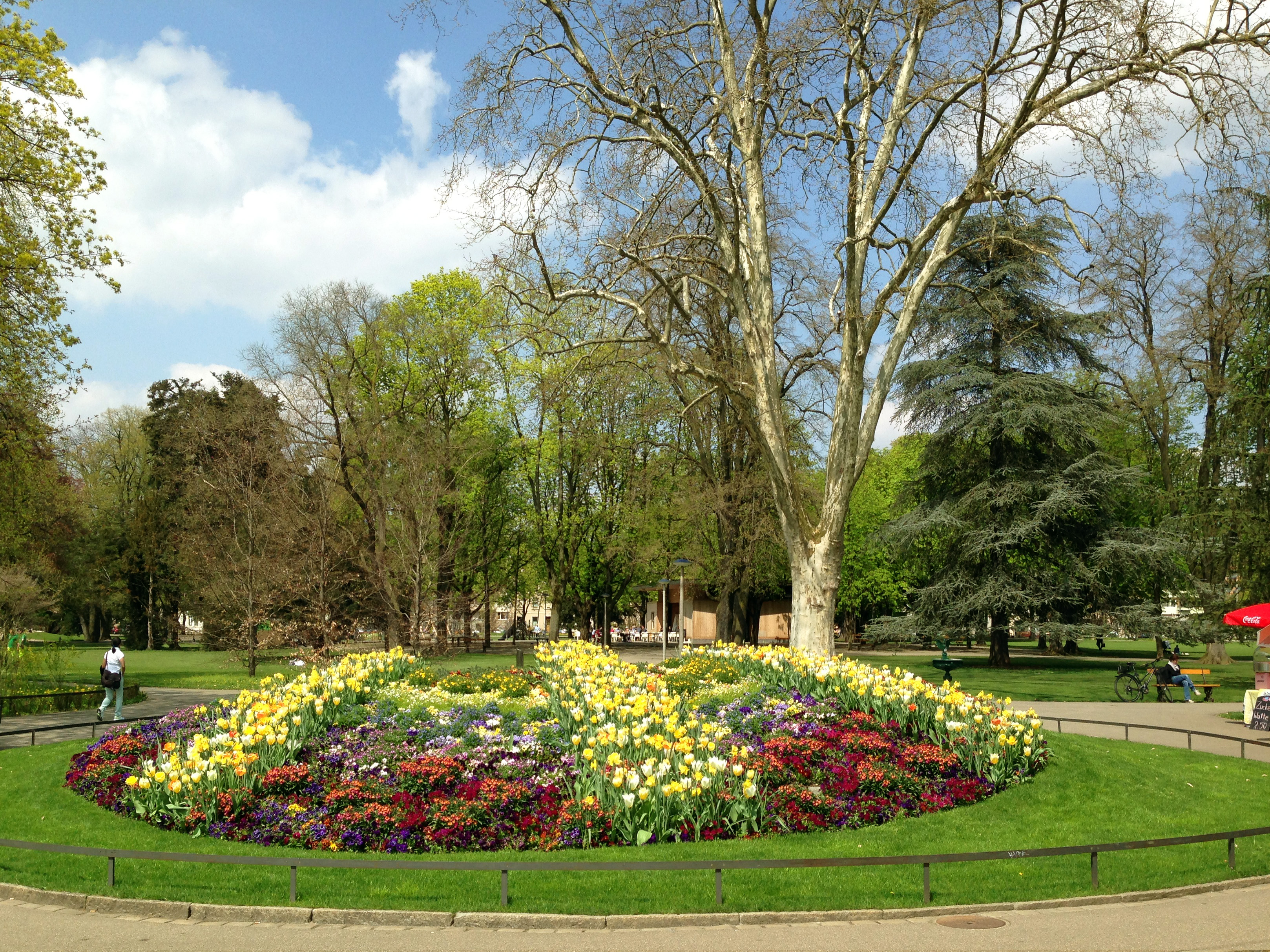
Eingang vom Bundesplatz

Die Schützenmatte ist ein grosses Sportareal in der schweizerischen Stadt Basel. Es befindet sich im Bachletten-Quartier, an der Grenze zum Gotthelf-Quartier und zum Ring-Quartier. Es wird begrenzt durch das Schützenhaus, den Bundesplatz und die beiden Hauptstrassen General-Guisan-Strasse sowie Neubadstrasse.
Die Schützenmatte ist in zwei Areale unterteilt: Der östliche Teil besteht aus dem Schützenmattpark, einem öffentlichen Freizeit- und Sportpark mit grosser Grünwiese, umgebenden Bäumen und einem Restaurant (dem früher abgebrannten Pavillon). Der westliche Teil beinhaltet das Stadion Schützenmatte (Heimstadion des BSC Old Boys Basel) und weitere Sportplätze für Leichtathletik, Fussball und Tennis. Die beiden Areale sind durch die Brennerstrasse (nach dem ersten Bundesrat aus dem Kanton Basel-Stadt, Ernst Brenner benannt) getrennt.

## Geschichte
Die Nutzung der Schützenmatte für sportliche Aktivitäten reicht bis ins 15. Jahrhundert zurück, als das Gebiet von der Gesellschaft der Feuerschützen als Schiessplatz zum Büchsenschiessen genutzt wurde. Die Schiessveranstaltungen nahmen mit der Zeit auch festliche Züge an, wodurch sich die Schützenmatte auch zu einem traditionellen Festplatz entwickelte. Unter anderem fanden dort 1827 das Eidgenössische Ehr- und Freischiessen statt, 1844 das Eidgenössische Schützenfest und die 400-Jahr-Feier der Schlacht bei St. Jakob an der Birs, 1879 das Eidgenössische Schützenfest, 1886 das Eidgenössische Turnfest, 1909 das Eidgenössische Musikfest sowie im Jahr 1912 das Eidgenössische Turnfest.
Mit dem Übergang der Schützenmatte an die Einwohnergemeinde in den Jahren 1875/1876 und der Neuanlage eines Schiessstandes am Allschwiler Weiher im Jahre 1899 endete die Geschichte der Schützenmatte als Schiessstand. Das Areal wurde in der Folge für verschiedene sportliche aber auch andere kulturelle Zwecke umgenutzt.
Am 26. Juli 1913 landete der Flugpionier Oskar Bider, von Mailand kommend, nach einer Zwischenlandung beim Gitterli in Liestal auf der Schützenmatte.
Im Jahr 1924 wurde der Eidgenössische Spiel- und Stafettentag hier veranstaltet.

## Rezeption
Der Schriftsteller Hermann Hesse wuchs in der Nähe der Schützenmatte auf und schrieb über sie:

„Beim Drandenken ist mir zumut, als wäre alles Kostbare, was ich später mit Augen sah und mit Händen besass, und selber meine Kunst, gering gegen die Herrlichkeiten jener Wiese.“